# Staklena ambalaža u prehrambenoj industriji
Staklo je značajan materijal za izradu ambalaže za pakovanje namirnica.
Opšta formula stakla je . Po sastavu staklo je jedna vrsta natrijum-kalcijum-magnezijum-alumosilikata

## Dobijanje
Sve sirovine upotrebljavaju se u obliku praha koji se topi u posebnim pećima, pri čemu nastaje staklena masa. Pri tome dolazi do niza reakcija čiji produkti ostaju u staklu, kao što su oksidi metala i nemetala, dok se drugi deo produkata u obliku dimnih gasova odstranjuje.
Kalcijum-oksid (CaO) stabilizuje staklenu masu i pozitivno utiče na obradivost stakla pri oblikovanju, a slično dejstvo ima Magnezijum-oksid (MgO), Boraks (B2O3) ubzava topljenje i bistrenje stakla. Olovo-oksid (PbO) povećava topivost i poboljšava optičke osobine stakla.
Aluminijum-oksid (Al2O3) je sekundarni element koji poboljšava mehaničku i hemijsku otpornost stakla.
Svojstva i boja stakla se mogu menjati dodatkom određenih broja sastojaka, tako se dodatkom barijuma i olova dobija teško staklo dok cink povećava čvrstinu i tehničku otpornost. Od ferojona (Fe2+) staklo dobija zelenu boju, a od ferijona (Fe3+) mrku. 
Zelena boja nastaje dodatkom hroma, ružičasta od mangana, plava od kobalta itd.

## Osobine stakla
Staklo poseduje određene fizičke odnosno fizičko-hemijske osobine. Značajno je istaći hemijsku otpornost stakla prema mnogim kiselinama, bazama, masnoći, rastvaračima i drugim materijalima. Staklo je najinertniji ambalažni materijal, jer ne reaguje sa sastojcima iz namirnica.
Providnost staklo je jedna od njegovih osnovnih osobina objašnjava se razvučenom strukturom stakla, a zavisi od njegove boje.
Bezbojno staklo nije potpuno providno, ali s obzirom da propušta 80% do 90% upadne svetlosti, izaziva osećaj da je bez boje.
Termičke osobine stakla su vrlo značajne sa gledišta prakse (pri spajanju kod formiranja ambalaže). Termička provodljivost stakla je osobina stakla da bez prskanja može izdržati nagle temperaturne promene. Staklo je krt materijal i pri udarcu puca

## Proizvodnja staklene ambalaže
Postupak proizvodnje staklene ambalaže obuhvata: homogenizaciju smese sirovina, topljenje u specijalnim pećima na 1450 °C, bistrenje i hladjenje.
Istopljena staklena masa se u viskoznom stanju razliva u kalupe oblika boce ili staklenke, a zatim se formirana ambalaža hladi.

## Vrste staklene ambalaže
Staklena ambalaža obuhvata veliki broj raznovrsnih ambalažnih jedinica koje se razlikuju prema obliku, primeni i načinu proizvodnje.
Staklena ambalaža može biti povratna (za više upotreba) i nepovratna (za jednu upotrebu). Najčešće vrste ove ambalaže su boce i staklenke.

### Boce
Boce služe za pakovanje različitih tečnih i polutečnih proizvoda kao što su: sokovi, alkoholna pića , mleko i mlečni proizvodi, pivo, ulje, mineralna voda idr.
Boce imaju najčešće cilindričan oblik sa grlom čiji prečnik nije veći od 30 mm. Grlo boce može biti sa navojem u obliku širokog prstena ili sa povijenim obodom. Vrh grla boce se izgrađuje prema načinu zatvaranja i mora biti standardnih dimenzija.
Funkcionalno najvažniji deo boce je zatvarač odnosno zapušač koji treba da obezbedi zaptivnost i odgovarajuće higijenske uslove.

### Staklenke
Staklenke su ambalažne jedinice sa širokim grlom. Prema primeni i načinu zatvaranja staklenke se grupišu na: staklenke za namirnice koje se konzervišu toplotom, i staklenke za ostale namirnice.
Staklenke za pakovanje namirnica koje se konzervišu toplotom su najčešće cilindričnog oblika, sa grlom kružnog poprečnog preseka i zapreminom od 100 do 6000ml.
Grlo staklenke može biti različito izgrađeno što omogućuje upotrebu različitih tipova poklopaca za zatvaranje.
Prema izgledu grla staklenke se razvrstavaju na: Omnia, Pano-T, Twist off (T.O.), Press-On-Twist-Off (P.T.) i dr.

## Karakteristike poklopaca za zatvanje

### Alupo
Alupo (Omnia) izrađuje se od aluminijumskog lakiranog lima, debljine 0.18 do 0,26 mm, šsto zavisi od dimenzije poklopca

### Twist off
Twist off poklopac se izrađuje od belog elektrolitičkog lima, hromiranog ili aluminijumskog lima, debljine 0,24 mm

### Pano-T
Pano-T poklopac izrađuje se od lakiranog aluminijumskog lima debljine od 0,18 do 0,24 mm, zavisno od dimenzija poklopca

### P.T.
P.T. se izrađuje od belog ili hromiranog čeličnog lima i pripada nedišućim poklopcima.

## Spoljašnje veze
- Tehnologija hrane
- Ambalažni materijali